# Малько Микола Андрійович
Микола Андрійович Малько́ (4 травня 1883, Браїлів — 23 червня 1961, Сідней) — диригент українського походження.

## Біографія
Народився у Браїлові на Вінниччині. Вчився на філологічному факультеті Петербурзького університету, потім у Петербурзькій консерваторії по класах композиції у М. Римського-Корсакова, А. Лядова, О. Глазунова, диригування — у М. Черепніна, удосконалювався в Мюнхені у Ф. Мотл. Дебютував 1909 року асистентом диригента балету в Маріїнському театрі, з 1916 — головний диригент.
На початку радянської епохи Малько позитивно ставився до нового режиму, став однією з провідних фігур музичного суспільства. В 1918–1925 роках він викладав у Московській консерваторії, одночасно вів клас у Київському музично-драматичному інституті імені М. В. Лисенка (1924–1925), в 1925–1929 викладав у Ленінградській консерваторії.
Керував різними оркестрами (в тому числі Ленінградським філармонічним), здійснив низку прем'єр, серед яких — П'ята симфонія Мясковського (1920), перша симфонія Д. Шостаковича (1925).
У 1929 році залишив СРСР, працюючи як запрошений диригент у Відні, Празі, Копенгагені, Лондоні та інших містах. 1940 року оселився в Чикаго, де керував різними колективами і викладав у коледжі Міллс в Каліфорнії. З 1957 року диригував симфонічним оркестром Сіднея, в 1959 році гастролював з ним в СРСР.

## Творчість
Гру оркестру під управлінням Малька відрізняли жвавість інтерпретації та бездоганна технічна точність. Диригент зробив ряд записів з Копенгагенським королівським і Лондонським філармонічним оркестрами, написав книгу про мистецтво диригування «Диригент і його паличка» (The Conductor and his Baton), видану в Копенгагені.
Серед учнів М. Малька — Лео Гінсбург, Микола Рабинович, Борис Хайкін, Олександр Мелік-Пашаєв, Е. Мікеладзе, Євген Мравінський, Ілля Мусін, Ісаак Шерман
З 1965 року в Копенгагені періодично проводиться конкурс диригентів імені Миколи Малька.